# Туниски динар
Туниски динар (арап. دينار تونسي) је званична валута у Тунису. Скраћеница тј. симбол за динар је DT а међународни код TND. Динар издаје Централна банка Туниса. У 2006. години инфлација је износила 4,5%. Један динар састоји се од 1000 милима.
Уведен је 1960. (рачуноводствено 1958) као замена за туниски франк који је коришћен од 1891. као замена за ријал.
Постоје новчанице у износима 5, 10, 20, 30 и 50 динара и кованице од 20, 50 и 100 милима и од ½, 1, 2 и 5 динара.